# Lista kraterów uderzeniowych w Ameryce Południowej
Lista kraterów uderzeniowych w Ameryce Południowej. Zestawienie obejmuje wszystkie potwierdzone struktury pochodzenia impaktowego w Ameryce Południowej wymienione w bazie Earth Impact Database według stanu na dzień 8 sierpnia 2013. W przypadku zgrupowań małych kraterów (jak Rio Cuarto w Argentynie) wymieniony jest największy z nich.

## Potwierdzone kratery uderzeniowe

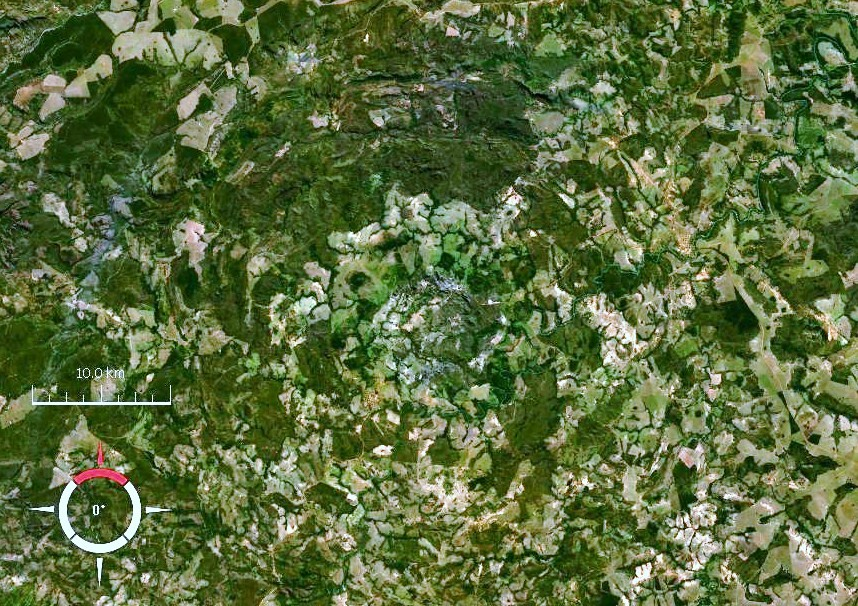
Krater Araguainha

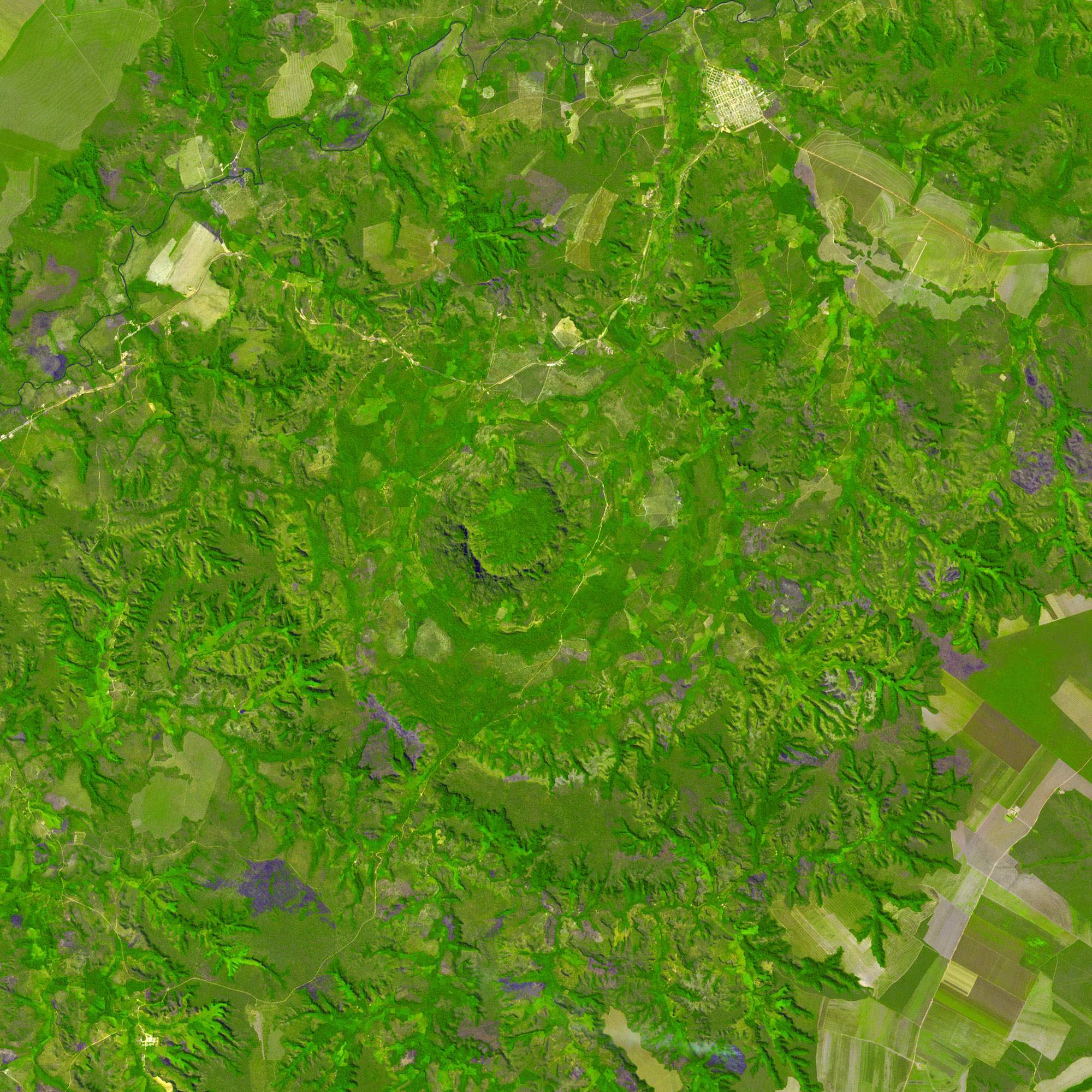
Zarys krateru Serra da Cangalha jest wyraźny, mimo pokrywającej go roślinności

| Nazwa             | Położenie                    | Średnica (km) | Wiek (miliony lat) | Współrzędne geograficzne              |
| ----------------- | ---------------------------- | ------------- | ------------------ | ------------------------------------- |
| Araguainha        | Centralna Brazylia           | 40            | 244,40 ± 3,25      | 16°47′S 52°59′W/-16,783333 -52,983333 |
| Serra da Cangalha | Tocantins, Brazylia          | 12            | <300               | 8°05′S 46°52′W/-8,083333 -46,866667   |
| Vargeão           | Santa Catarina, Brazylia     | 12            | 123 ± 1,4          | 26°50′S 52°07′W/-26,833333 -52,116667 |
| Santa Marta       | Piauí, Brazylia              | 9,7           | 200 ± 90           | 10°10′S 45°14′W/-10,166667 -45,233333 |
| Vista Alegre      | Parana, Brazylia             | 9,5           | <65                | 25°57′S 52°41′W/-25,950000 -52,683333 |
| Riachão Ring      | Maranhão, Brazylia           | 4,5           | <200               | 7°43′S 46°39′W/-7,716667 -46,650000   |
| Rio Cuarto        | Prowincja Córdoba, Argentyna | 4,5           | <0,1               | 32°52′S 64°14′W/-32,866667 -64,233333 |
| Colônia           | São Paulo, Brazylia          | 3,6           | >5, <36            | 23°52′S 46°43′W/-23,866667 -46,716667 |
| Monturaqui        | Region Antofagasta, Chile    | 0,46          | <1                 | 23°56′S 68°17′W/-23,933333 -68,283333 |
| Campo del Cielo   | Północna Argentyna           | 0,05          | <0,004             | 27°38′S 61°24′W/-27,633333 -61,400000 |
| Carancas          | Region Puno, Peru            | 0,0135        | 0,000006           | 16°40′S 69°03′W/-16,666667 -69,050000 |